# Büchen
Büchen er en kommune og administrationsby i det nordlige Tyskland, beliggende i Amt Büchen under Kreis Herzogtum Lauenburg. Kreis Herzogtum Lauenburg ligger i delstaten Slesvig-Holsten.

## Geografi
Kommunen Büchen ligger på begge sider af Elbe-Lübeck-Kanal, med hovedbyen på vestsiden, omkring 13 km nordøst for Lauenburg, og 45 km øst for Hamburg. Büchen har jernbanestation ved linjerne mellem Berlin-Hamburg og Lübeck–Lüneburg.